# Techniques de production de feu

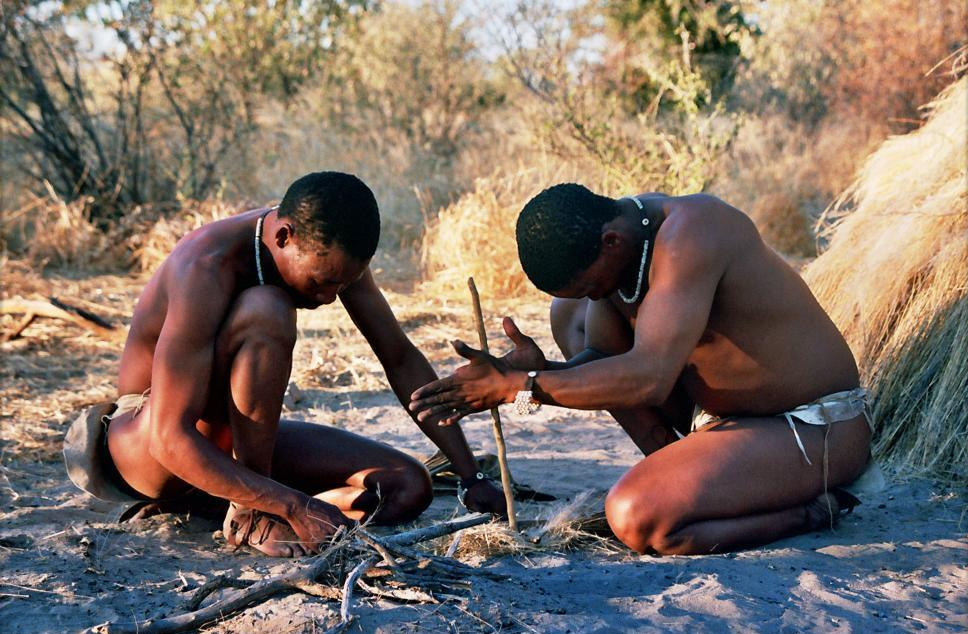
Bushmen allumant un feu par friction.

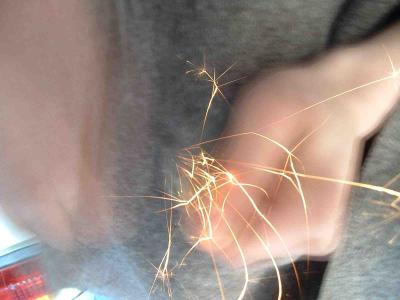
Étincelles produites par un briquet en acier frappé contre un silex.

Il existe de nombreuses techniques de production de feu. Les systèmes d'allumages traditionnels se divisent en deux catégories principales : 
- les procédés par friction, utilisant l'échauffement produit par la friction de deux éléments en bois ;
- les procédés par percussion, utilisant les étincelles produites par le choc d'une roche dure telle que le silex et d'un minerai de fer, tel que la pyrite, la marcassite (sulfure de fer) ou un objet en acier au carbone non inoxydable.

Les deux techniques modernes les plus répandues, respectivement le briquet et les allumettes, utilisent précisément les mêmes principes.

## Principe physico-chimique et techniques

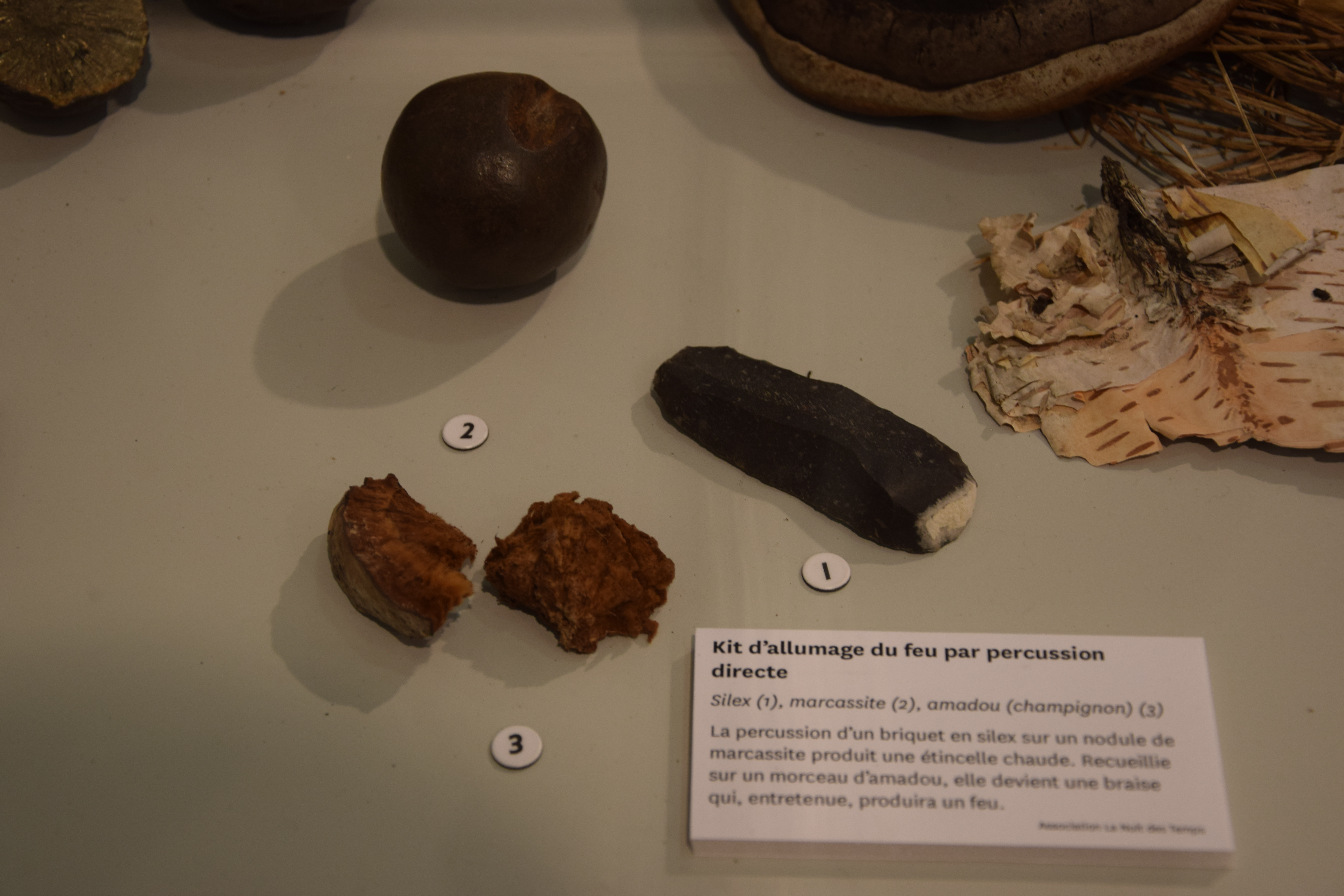
Kit d'allumage avec silex, marcassite et amadou.

Le feu, plus correctement appelé combustion, est une réaction chimique d'oxydation dégageant de la chaleur (exothermique). La flamme (gaz où a lieu la combustion) couramment générée émet de la lumière du fait de sa haute température (incandescence) et de recombinaisons électroniques (luminescence). Le feu nécessite trois facteurs : deux composés chimiques (un combustible et un comburant) et un apport d'énergie (énergie d'activation), ce que l'on appelle le triangle du feu.
Les combustibles peuvent être très variés, ils sont en général à base de carbone (bois, hydrocarbure… Le comburant est en général l'oxygène présent dans l'air. L'énergie doit être apportée d'une source tierce au début de la réaction. La réaction étant exothermique, si elle est suffisamment intense elle peut s'auto-alimenter en énergie.

## Archéologie du feu
La question de la date à laquelle les humains ont maîtrisé l'usage du feu est encore discutée au sein de la communauté scientifique. Certains sites très anciens (Chesowanja, Gadeb, Koobi Fora en Afrique de l'Est ; grotte d'Aldène et grotte de L'Escale, en France) ont livré des indices directs (charbons) ou indirects (pierres brûlées, argile calcinée) de combustion mais l'absence de structure de combustion organisée n'autorise pas l'exclusion d'éventuels incendies naturels.
Certains auteurs estiment que dans un premier temps les groupes humains auraient simplement utilisé le feu prélevé lors des incendies provoqués par la foudre ou les éruptions volcaniques. La capacité de produire véritablement du feu serait plus récente. Cette vision est extrêmement difficile à argumenter : elle est en tout cas conforme à certains récits antiques, tels que le De rerum natura de Lucrèce, ou aux fictions préhistoriques telles que La Guerre du feu. Pour C. Perlès, ce débat présente peu d'intérêt, d'une part parce que l'existence de ces deux phases est indémontrable à partir des données archéologiques, d'autre part parce que l'étape la plus importante reste le passage de la non-utilisation à l'utilisation du feu, qu'il soit produit ou non. La maîtrise du feu constitue effectivement l'une des caractéristiques qui distinguent la lignée humaine du reste du monde animal. La peur du feu chez les animaux doit en revanche être relativisée dans la mesure où certains rapaces et les guépards semblent tirer parti des feux de brousse qui rabattent leurs proies.
Les plus anciens foyers incontestables apparaissent à partir d'environ 400 000 ans BP (Menez Dregan à Plouhinec, Lunel Viel en France, Vértesszőlős en Hongrie) et se multiplient vers 200 000 ans BP (Terra Amata, Caune de l'Arago, Orgnac III, Cagny l'Épinette en France, Bilzingsleben en Allemagne, Torralba et Ambrona en Espagne). 
Certaines méthodes de production de feu remontent donc probablement au Paléolithique inférieur, même si les preuves archéologiques directes ne remontent pas à plus de 9 000 ans BP pour les méthodes par friction (grotte de Guitarrero au Pérou). 
Les exemples archéologiques de briquets à percussion sont un peu plus nombreux et plus anciens, même si la marcassite présente aussi des problèmes de conservation liés à son oxydation. Les exemplaires les plus probants sont les suivants :
- Paléolithique supérieur
  - grotte de Vogelherd, Allemagne (Aurignacien, environ 30 000 ans BP) ;
  - Laussel, Dordogne (Gravettien, 27 à 20 000 ans BP) ;
  - Trou de Chaleux, Belgique (Magdalénien supérieur, 12 500 ans BP) ;
  - Starr Carr, Royaume-Uni ;
- Mésolithique
  - Trou al'Wesse, Belgique ;
- Néolithique
  - Portalban et Montilier, Suisse (Néolithique Horgen, 3 200 ans av. J.-C.) ;
- Chalcolithique
  - Ötzi, l'homme découvert congelé dans un glacier alpin, était équipé d'un nécessaire à feu composé d'un briquet en silex, d'un morceau d'amadou et d'un fragment de pyrite réduit à l'état de poussière (entre 3350 et 3100 av. J.-C.)[7].

## Techniques traditionnelles

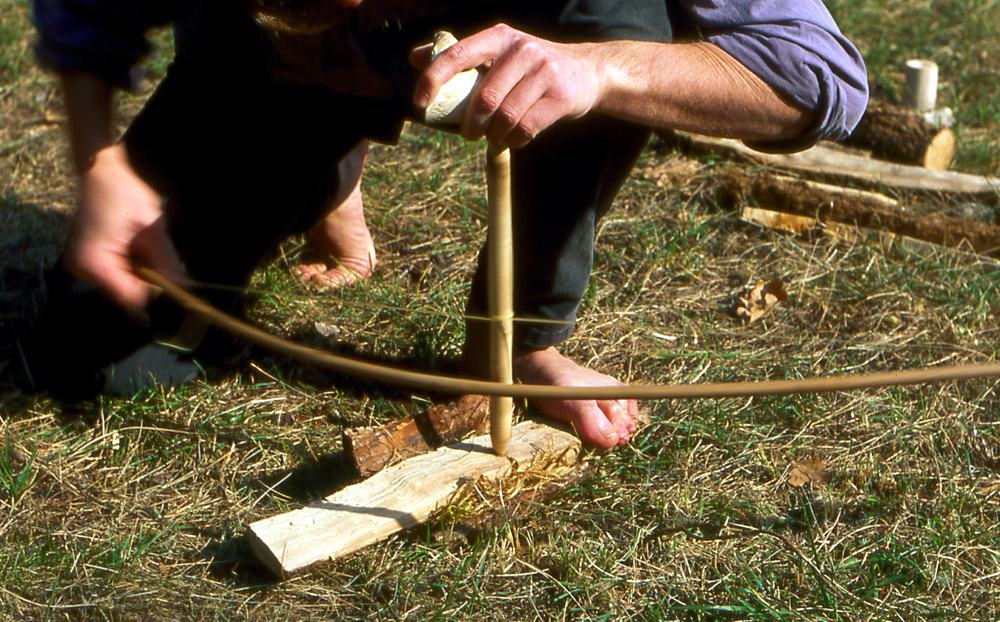
Production de feu par friction à l'aide d'un foret à archet
(planchette en lierre et foret en pin)

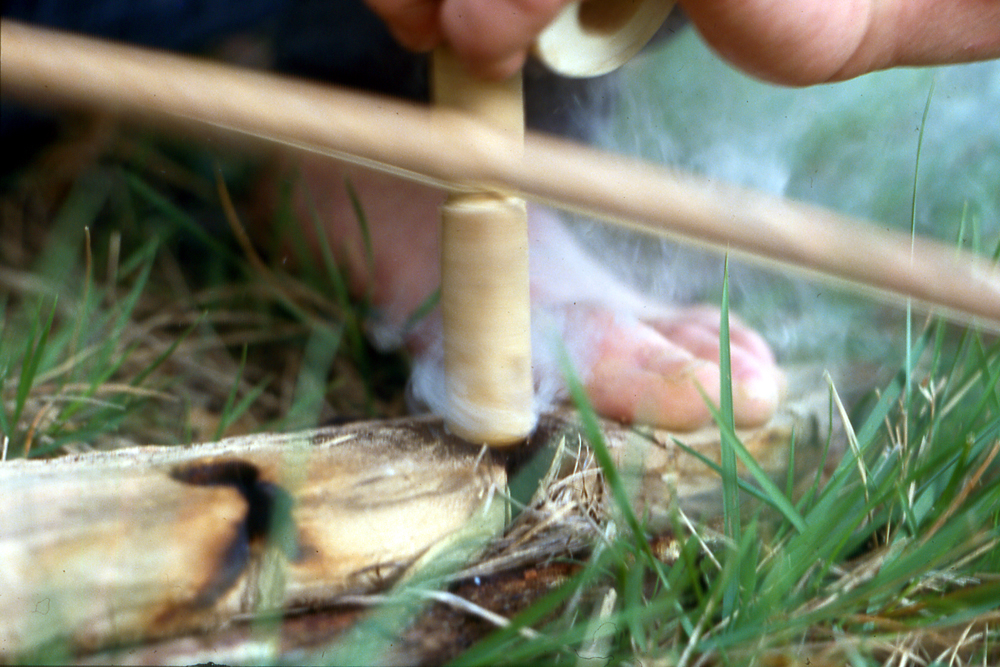
Production de feu par friction à l'aide d'un archet
(planchette et foret en lierre, vue rapprochée)

### Friction
Les techniques de production de feu par friction consistent à utiliser l'échauffement produit par le frottement de deux éléments en bois. Le phénomène d'allumage peut se décomposer en deux temps : 
- dans un premier temps, la sciure produite par le frottement va s'accumuler près du point de friction. Elle est, à ce stade, carbonisée mais non encore embrasée.
- dans un deuxième temps, l'augmentation de température au sein de la sciure permet la naissance d'une petite braise de sciure (embrasement par source de chaleur proche).

Cette petite braise de sciure de bois pourra enflammer un combustible fin, comme de la paille, de l'herbe séchée, des feuilles, des aiguilles de conifères sèches ou de l'amadou, à la condition d'un apport suffisant d'oxygène par ventilation buccale ou manuelle. Une fois le combustible primaire embrasé, il est possible d'utiliser du petit-bois pour obtenir une flamme importante. Le gros bois sera rajouté après, l'essentiel étant de faire croître le feu progressivement, sans l'épuiser tout de suite sur une bûche qui prendra feu difficilement.
Le frottement peut s'exercer de différentes façons : sciage d'une planchette aménagée avec une autre planchette ou une baguette, friction longitudinale oblique d'une baguette sur un socle à rainure (méthode « du bâton et de la rainure » appelée aussi « charrue à feu »), giration (forage d'une planchette aménagée par une baguette taillée en pointe). Dans ce dernier cas, il est possible de faciliter le mouvement de rotation en utilisant un « arc-à-feu » ou « archet à feu ». L'élément mobile doit pouvoir aller et venir rapidement sans sortir de la cavité aménagée dans le bois fixe. L'archet facilite l'obtention du feu. Il a été utilisé chez les Premières Nations, en Égypte antique, en Australie… Le principe de l'archet a également été utilisé pour réaliser des outils à percer en contexte pré-industriel.
Contrairement à une croyance très répandue, la dureté relative des deux éléments en bois n'est pas importante : en revanche, au moins un des deux éléments en jeu, doit être un bois riche en fibres microscopiques longues produisant une sciure aérée. Ces bois sont dits auto-allumeurs. La dureté n'intervient que secondairement, dans la facilité à produire la sciure. Des bois plutôt tendres (dureté = 3 en moyenne) seront donc préférés aux bois durs : en Europe, les plus efficaces sont le lierre, le laurier et le tilleul, mais le peuplier ou le noisetier peuvent aussi être utilisés ; également employés, le marronnier, le bambou, la vergerette du Canada….

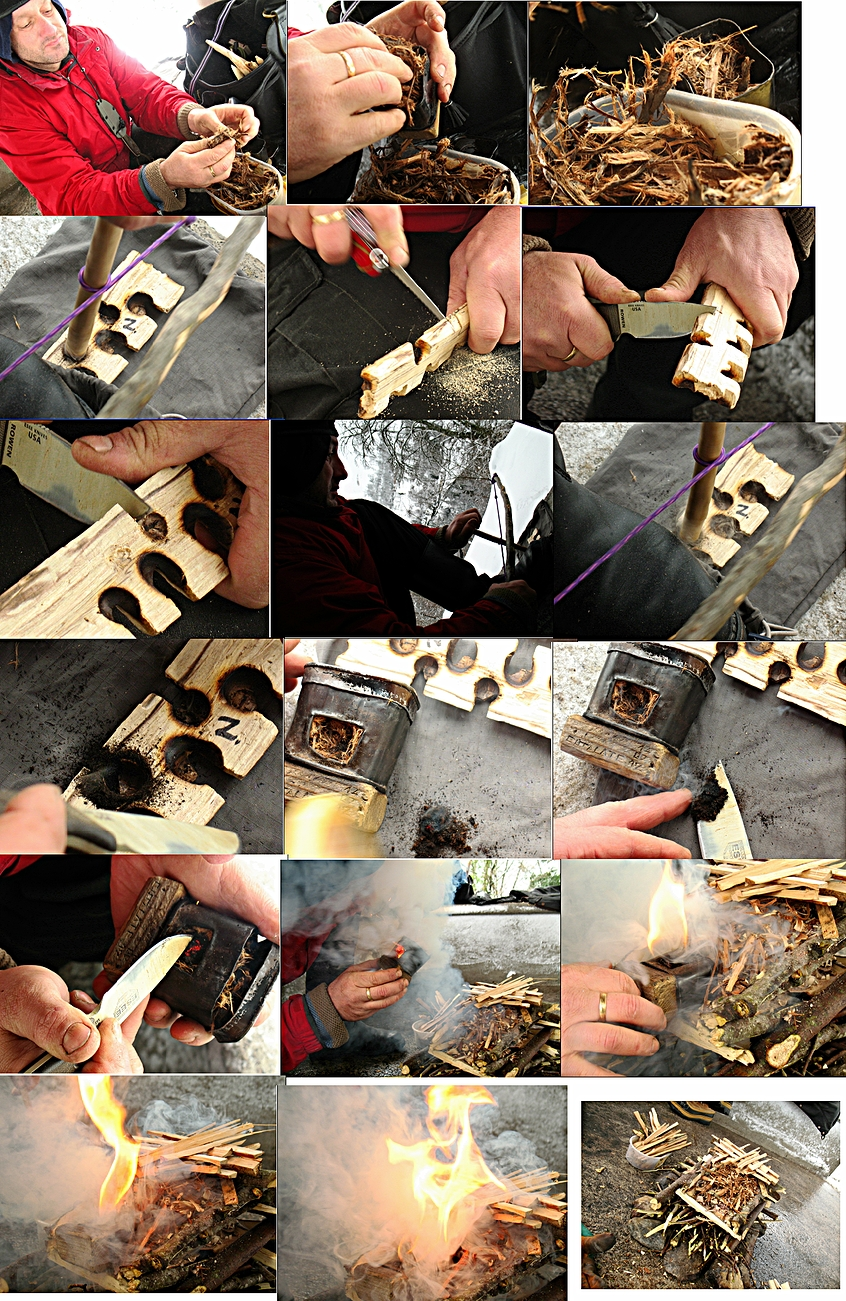
Sculpture de cheminée Ossaloise sur planchette

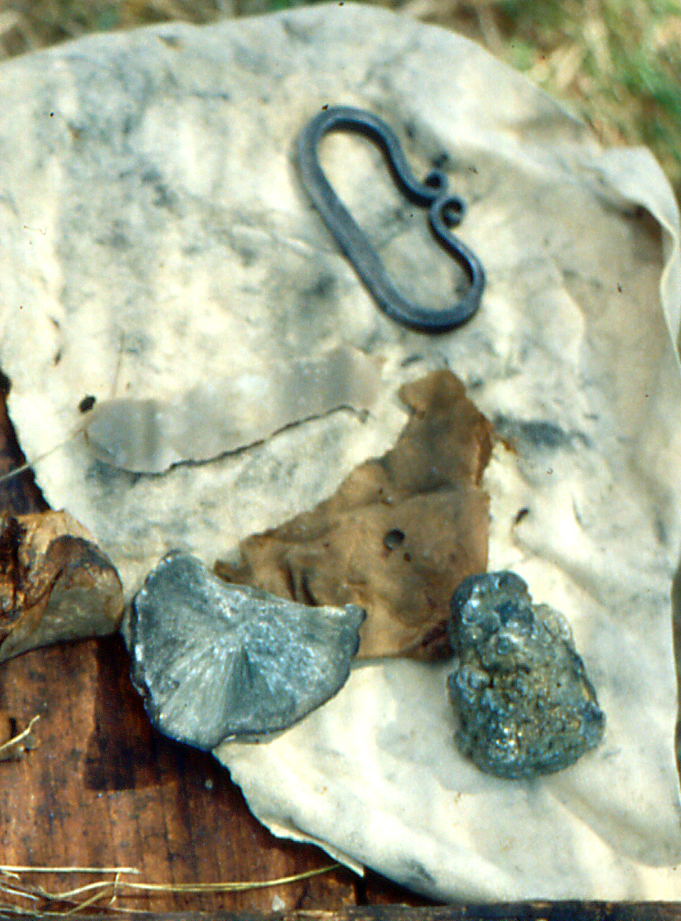
Production de feu par percussion : matériel utilisé par J. Collina-Girard.
(en bas : minerais de fer (pyrite, marcassite)
au-dessus : amadou
au-dessus : lame de silex utilisée pour percuter le minerai de fer
en haut : reproduction de briquet historique en acier.)

La sculpture de la cheminée est primordiale quant à l'allumage de la sciure. Ainsi, la cheminée appelée "Ossaloise"  car utilisée au temps de Gaston de Foix dans son pays, se révèle être la plus efficace même avec des bois durs comme le chêne. Cette cheminée est dissymétrique en forme de "N". Les recherches historiques du musicien Lades Neffous ont permis de retrouver cette connaissance dans les fonds d'archives locales du Béarn. Les Cathares avaient perpétué cette tradition de feu par friction, mais les enjeux religieux de l'époque avaient provoqué la disparition de cette technique[réf. souhaitée].

### Percussion
Pour qu'il y ait une étincelle, il faut percuter tangentiellement un sulfure de fer, comme la marcassite (ou la pyrite), à l'aide d'une pierre dure (comme du silex, du quartz, du granite ou même un autre nodule de sulfure de fer). Les particules arrachées au sulfure de fer s'oxydent immédiatement dans l'air (réaction d'oxydation exothermique) générant des étincelles particulaires, incandescentes, dont la durée de combustion est suffisamment longue pour qu'on puisse les récupérer sur une matière combustible fine. Une étude publiée en 2018, basée sur l'étude tracéologique de bifaces moustériens et sur des résultats expérimentaux, a montré que certains bifaces ont pu être utilisés ponctuellement par les Néandertaliens comme pierres à briquet pour produire du feu.
Les étincelles obtenues de cette manière doivent être immédiatement réceptionnées sur un combustible comme du linge carbonisé, des feuilles sèches et fines préalablement carbonisées, des champignons inflammables comme l'amadou ou certaines moelles de végétaux. Ce combustible primaire, qui transforme l'étincelle reçue en braise, est nommé initiateur. L'initiateur doit ensuite être placé dans une matière végétale fine (foin, aiguilles de conifères…) pour générer une flamme après ventilation.
Contrairement à une idée encore répandue, le choc de deux silex ne permet pas d'allumer un feu car les étincelles produites ne sont qu'une simple émission de lumière due à la contrainte exercée sur les micro-cristaux de quartz qui forment le silex. Il s'agit d'un phénomène nommé triboluminescence, que l'on peut observer également en frottant deux morceaux de sucre dans l'obscurité. Le silex est formé de silice, qui est un oxyde de silicium et ne peut donc pas réagir chimiquement avec le dioxygène de l'air. Comme il n'y a alors pas de matière incandescente arrachée, aucun feu ne peut être allumé ainsi malgré les fugaces étincelles obtenues.

## Techniques modernes

### Magnification de la lumière du Soleil

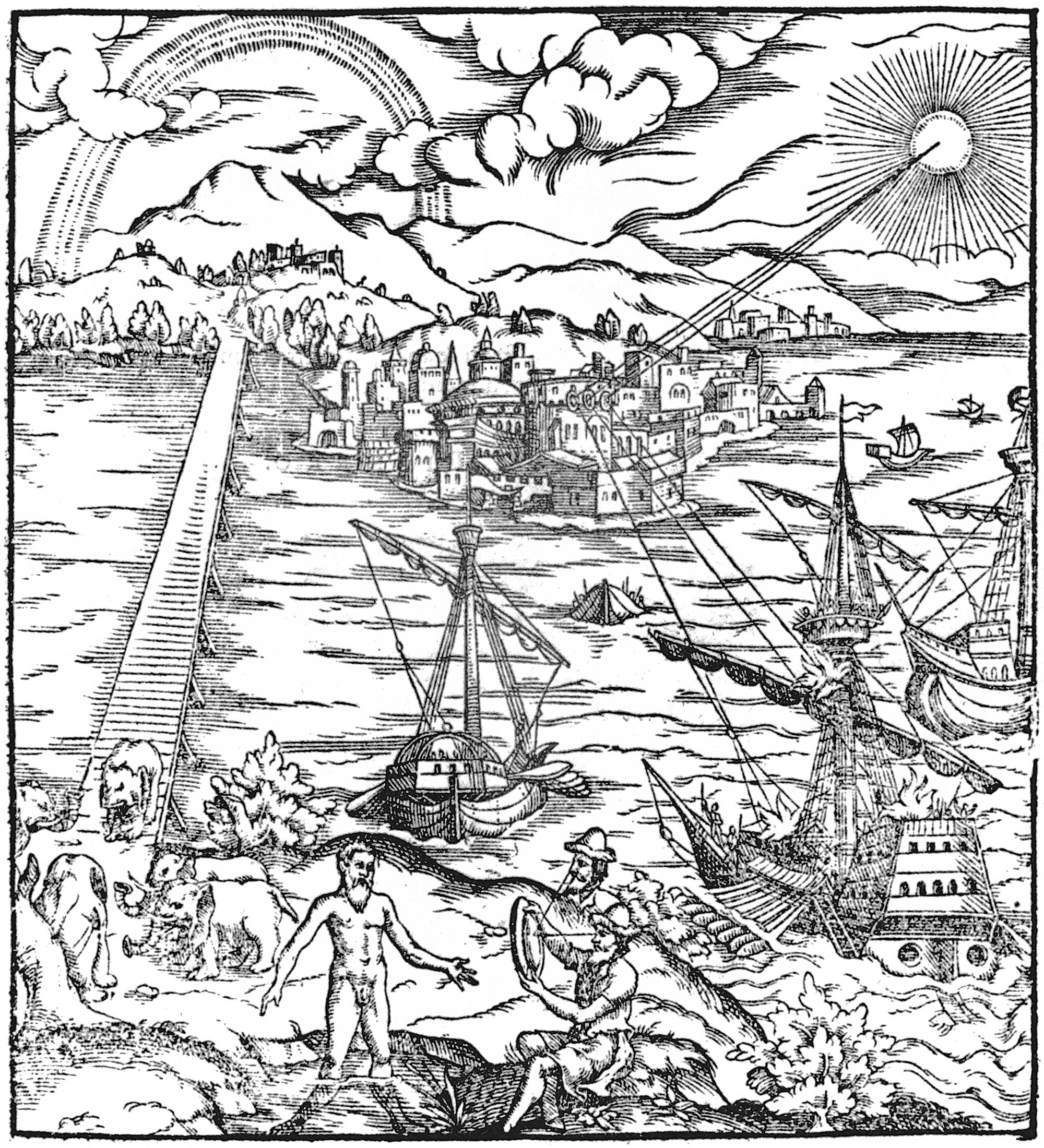
Utilisation du soleil pour défendre Syracuse.

Un miroir concave de la taille de la paume d'une main permet de concentrer la lumière solaire en un point (le point focal image), et d'y produire une  chaleur suffisante pour enflammer un combustible s'il est placé en ce point précis, et ainsi allumer un feu. Des gadgets tout à fait fonctionnels pour allumer des cigarettes l'été se vendent pour quelques euros. L’utilisation d’une loupe de même taille est aussi possible.
Certains survivalistes proposent d’appliquer le principe du miroir convergent en utilisant une canette en aluminium dont on aurait poli le culot avec un abrasif (chiffon, voire chocolat ou dentifrice). Une fois que l’on dispose d’un bon miroir, il faut encore en déterminer le point de convergence. Une feuille de papier permet de facilement le trouver, en le plaçant au-dessus du culot de la canette orienté face au soleil, et en le déplaçant de manière à obtenir le disque lumineux le plus petit possible. Une fois trouvé, il suffit alors d’y placer un matériau inflammable, comme une brindille, qui devrait alors s’enflammer très rapidement. Il est possible ensuite de transmettre la flamme à des combustibles plus importants, en soufflant doucement pour activer la combustion.
L’utilisation de miroirs ardents est attribuée à Archimède, qui les aurait utilisés pour brûler les vaisseaux romains du général Marcus Claudius Marcellus attaquant Syracuse. De nombreux éléments historiques et expérimentaux permettent de considérer cet épisode comme un mythe (voir Le siège de Syracuse et les miroirs d’Archimède).
Les fours solaires modernes tels que le four solaire d'Odeillo ou la centrale solaire Thémis à Font-Romeu fonctionnent sur le principe de la concentration de la lumière du Soleil.

### Le briquet pneumatique
Le briquet à piston ou briquet pneumatique est un dispositif d'allumage du feu qui se base sur l'augmentation de la température qui se produit lorsqu'un gaz est rapidement comprimé. C'est ce même phénomène qui permet l'ignition du mélange air/gasoil dans un moteur Diesel. Le briquet pneumatique se compose d'un corps cylindrique dans lequel peut coulisser un piston garni d'amadou en son extrémité. Lorsqu'on appuie sur le piston, l'air est comprimé, sa température s'élève et l'amadou s'embrase.
Ce type de briquet a été utilisé en Asie du Sud-Est et découvert, en Europe, au XIXe siècle par Joseph Mollet.

### Allumettes

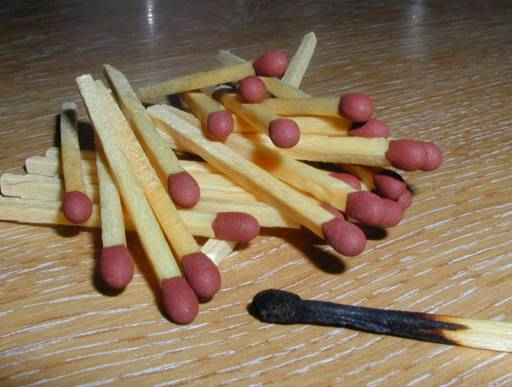
Une pile d'allumettes

L'invention des allumettes actuelles date du XIXe siècle, mais le mot « allumette » date des environs de l'an 1200. Il désignait alors une petite bûche destinée à faire prendre le feu.
À partir du XVIe siècle, une allumette est un petit bâtonnet enduit de soufre à une extrémité. Cela permet de produire une flamme rapidement avec un petit morceau d'amadou incandescent. Ainsi, les allumettes actuelles qui permettent d'obtenir une flamme en un seul geste ont été appelées « allumettes chimiques » au XIXe siècle quand elles sont apparues, par opposition avec les allumettes soufrées qui existaient déjà depuis longtemps.

### Briquet

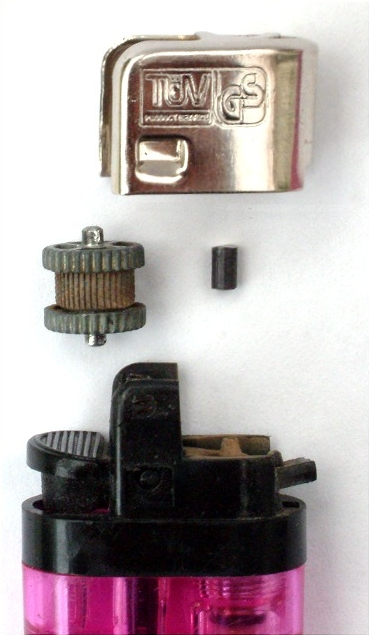
Un briquet à gaz

L'allumoir est un ancêtre du briquet. Ce dernier contient une réserve de combustible sous forme de gaz, qui permet de maintenir une flamme une fois que des étincelles ont été fournies par la pierre à briquet.

### Arc électrique

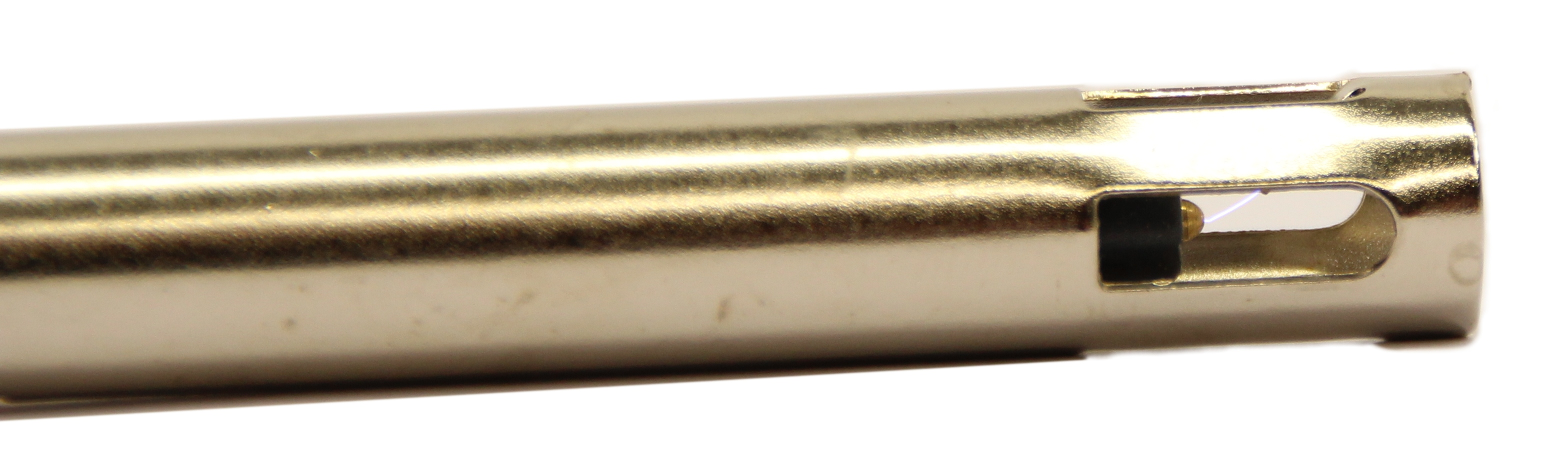
Gros plan sur l'arc électrique produit par un allume-gaz

Un arc électrique peut être utilisé pour enflammer un gaz inflammable, tel que le gaz de ville ou le mélange oxy-acétylène employé pour les chalumeaux. Cette technique est utilisée couramment pour allumer les gazinières ou les briquets dits électroniques, l'arc électrique étant produit par un cristal piézoélectrique. À partir de 2015, les briquets rechargeables à plasma sont produits

### Effet Joule
Un courant électrique dans une résistance peut produire une température suffisante pour allumer directement ou indirectement du feu. Cet effet thermique est appelé l'effet Joule. L'application la plus courante de ce procédé est l'allume-cigare. De la même manière, il est possible d'allumer un barbecue avec un décapeur thermique. On utilise aussi ce procédé pour allumer des procédés pyrotechniques dont certains ont besoin de températures supérieures à une flamme normale pour démarrer.

### Réaction chimique exothermique
Certaines réactions d'oxydation à température ambiante provoquent un dégagement de chaleur suffisant pour s'enflammer. Parmi les plus classiques, il y a l'oxydation du sodium par l'eau, ou l'oxydation de la glycérine par le permanganate de potassium. Cette dernière réaction peut aussi donner des températures supérieures à celles d'une flamme sans apport supplémentaire d'oxygène.

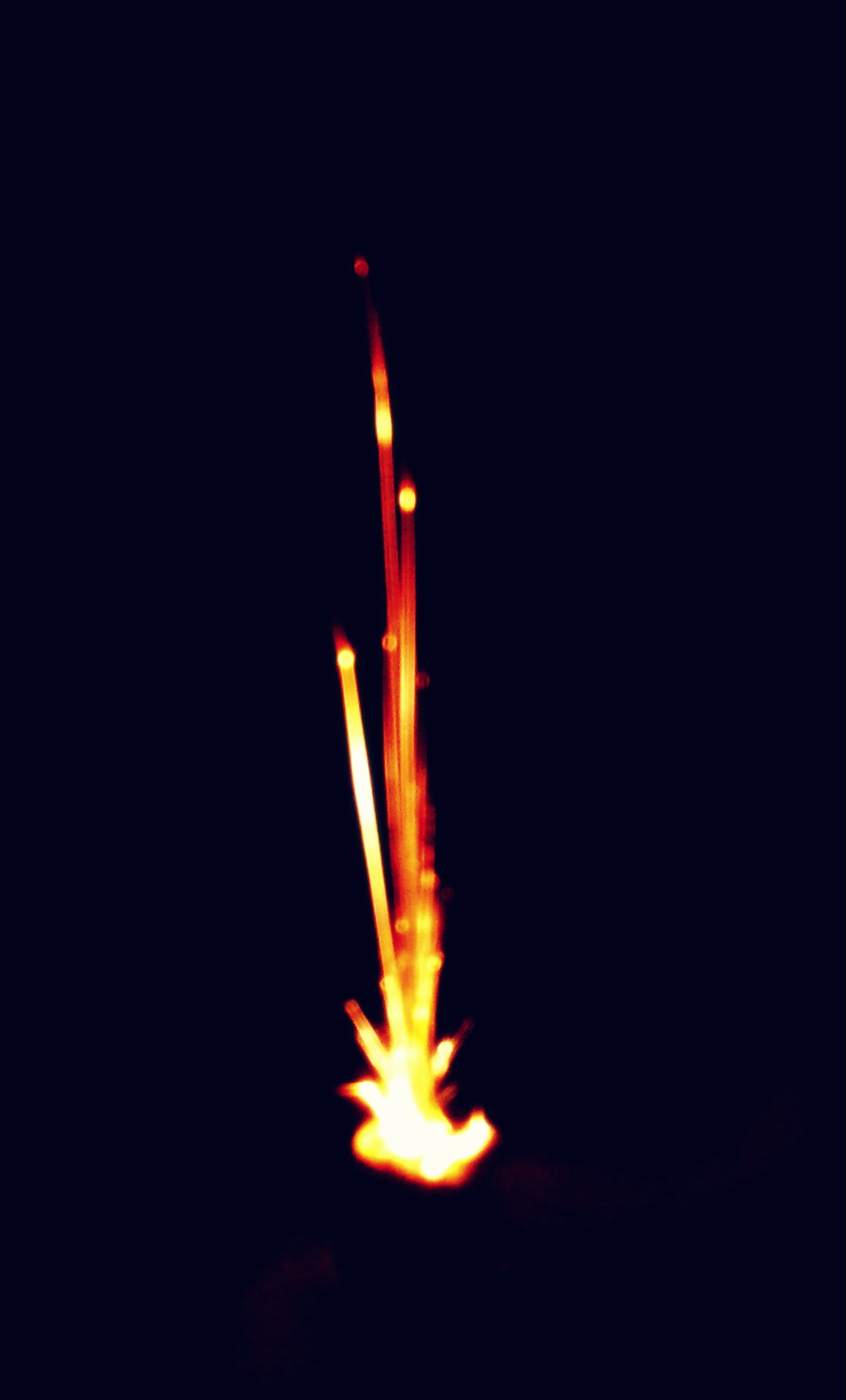
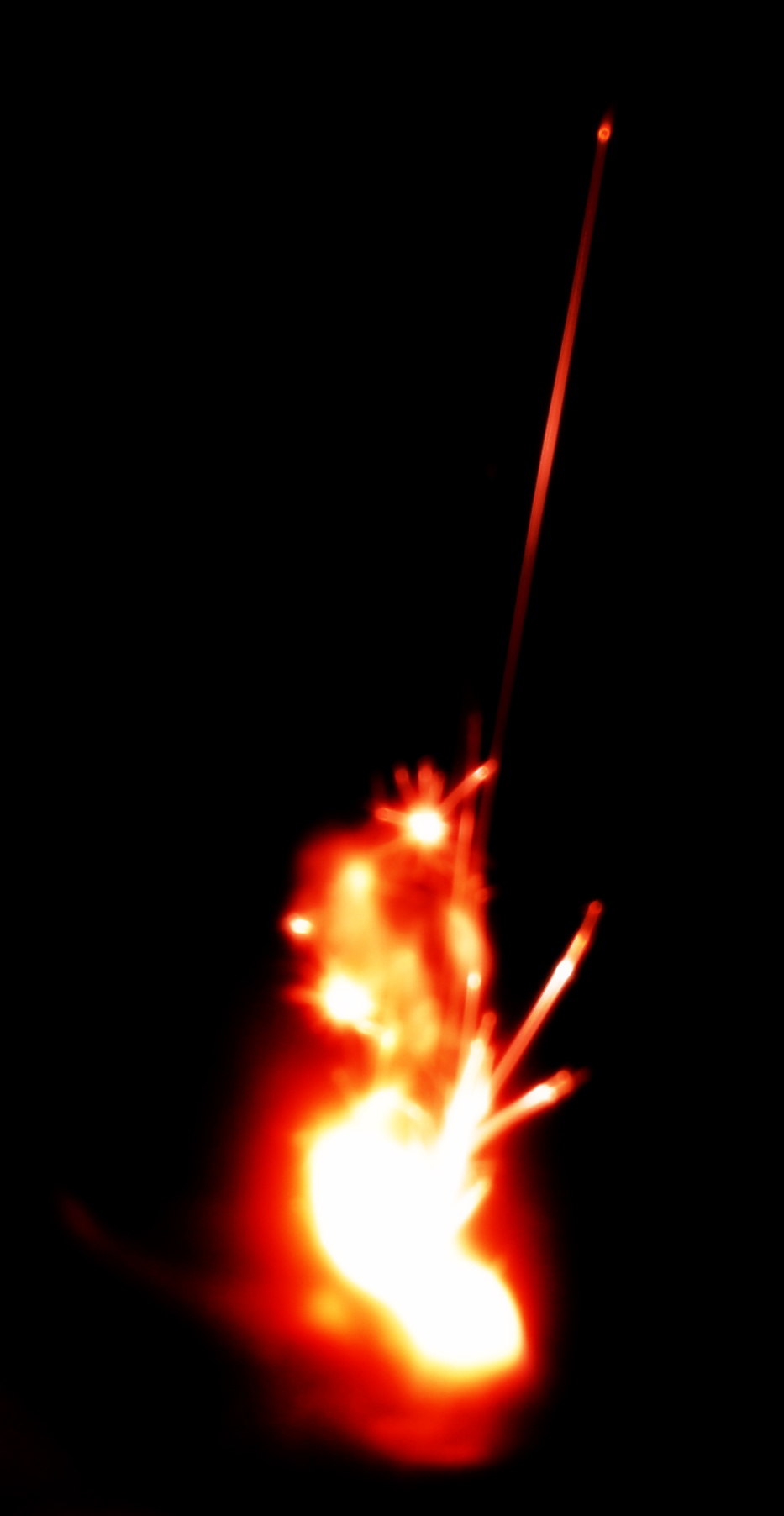
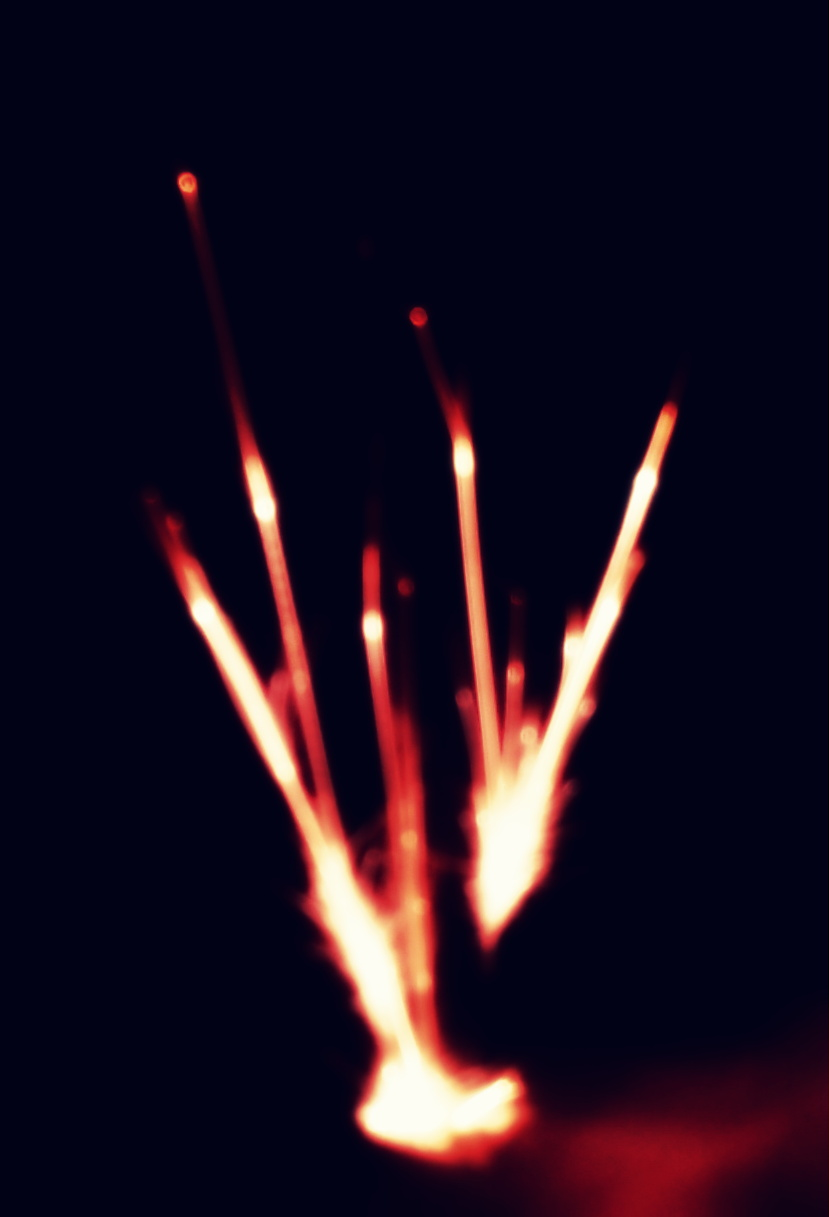